# Stanisław Weremczuk
Stanisław Weremczuk (ur. 19 sierpnia 1932 w Derewicznie na południowym Podlasiu, zmarł 6 października 2008 w Lublinie) - pisarz, poeta, dramaturg, dziennikarz, publicysta, działacz społeczny i kulturalny. 
Absolwent filologii polskiej na KUL, wieloletni pracownik instytucji kulturalnych w Lublinie, autor kilku tomików poetyckich, sztuk teatralnych (m.in. wystawiony w 1973 roku w Teatrze im. Juliusza Osterwy w Lublinie dramat Syn słońca), powieści i reportaży (m.in. cyklu opowieści pt. W obronie skarbów wawelskich o losach Szczerbca i arrasów w 1939 roku, powieści historycznej opisującej wydarzenia związane z objawieniami w Licheniu pt. Miecze ogniste czy częściowo  autobiograficznej powieści Ciemność mówiącej o latach II wojny światowej). Jako dziennikarz pracował m.in. w tygodnikach „Nasza Wieś”, „Wieści”, w kwartalniku „Twórczość Ludowa” (w którym pełnił funkcję redaktora naczelnego). Po 1989 roku redagował – m.in. gazetę lubelskiej Parafii św. Józefa „Ku wspólnocie”, miesięcznik „Medicus”, był zaangażowany w szereg inicjatyw prasowych podejmowanych w Lublinie w latach 90. i na początku XXI wieku - na przykład „Tygodnik Współczesny” czy „Głos Niezależny”. Założyciel i pierwszy redaktor naczelny miesięcznika lubelskiej Akcji Katolickiej „Wiara i Życie”, współtworzył również Lubelskie Wydawnictwo Literackie.